# André-Marie Ampère
André-Marie Ampère (Lyon, 1775. január 20. – Marseille, 1836. június 10.) francia fizikus, kémikus, matematikus. Nevét őrzi az áramerősség SI-mértékegysége, az amper. Egyike azon 72 tudósnak, akiknek neve szerepel az Eiffel-torony oldalán.

## Élete
Apja kereskedő volt, aki nagy gondot fordított fia taníttatására. Az érdeklődő és eszes fiúra nagy hatással volt a Nagy Francia Enciklopédia. 1789-ben elkezdődött a francia forradalom, melynek során apjára ráfogták, hogy arisztokrata, és kivégezték 1793-ban.
A 18 éves fiatalemberre, aki különben meg volt győződve a forradalom helyességéről, e szörnyű csapás bénítólag hatott, elvesztette érdeklődését minden iránt. A letargikus állapotból Jean-Jacques Rousseau botanikai levelei és a római költők (Horatius) olvasása szabadította ki. 1796-ban megismerkedett Julie Caronnal, akit feleségül akart venni. A házassághoz azonban állásra volt szüksége, ezért Lyonban magántanítással kezdett foglalkozni, majd 1802-ben Bourg-en-Bresse városban a kerületi központi iskola fizikatanára lett. Ebben az évben, Lyonban kinyomtatta a szerencsejátékok új elméletéről szóló könyvét, ami annyira megtetszett Lalande és Delambre matematikusoknak, hogy 1805-ben Párizsba hívták az École Polytechnique repetítorának. Itt volt a fizika professzora 1809-től. 1824-ben megkapta a Collège de France kísérleti fizikai tanszékét. Hosszú időn át ellátta a francia kollégiumok számvevői hivatalát is. Utolsó éveiben egészsége nagyon megromlott, és tudományos érdeklődése is megcsappant. 1836-ban tüdőbajának gyógyítására Marseille-be utazott. Itt érte a halál.

## Munkássága

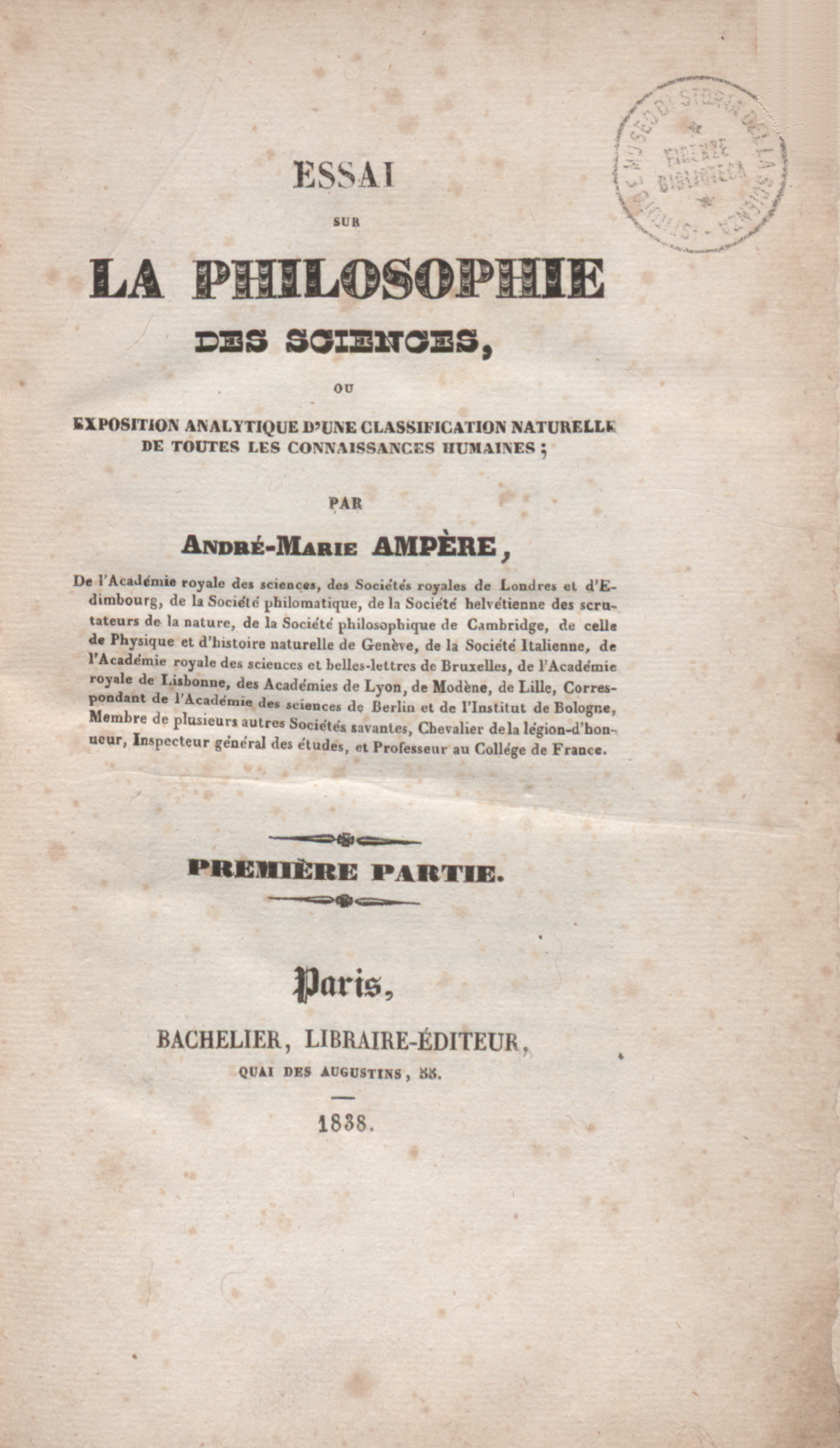
Essai sur la philosophie des sciences

Ampère a munkásságával tulajdonképp egy új tudományágat teremtett: az elektrodinamikát. 1820-ban fedezte fel, hogy az egyirányú áramok vonzzák, az ellenkező irányúak pedig taszítják egymást. Később kimutatta a nem párhuzamos áramok kölcsönhatását is. E jelenségekre vonatkozó szellemes kísérletei alapján levezette az elektrodinamika egyik alaptörvényét, amely szerint az elemi áramok vonzása vagy taszítása egyenesen arányos az áramelemeken átfolyó áramok erősségével, és fordítottan arányos a köztük levő távolság négyzetével, valamint függ a két áramelem által bezárt szögtől. Az elektromos áram és az általa keltett mágneses tér erőssége között fennálló összefüggés az ún. Ampère-féle gerjesztési törvény.
Ugyancsak a nevét viseli az Ampère-féle balkéz-(vagy úszó-) szabály, amely a vezető árama által keltett mágneses tér irányát határozza meg. A mágneses jelenséget azzal a tapasztalattal magyarázta, hogy egy köráram által keltett mágneses tér olyan, mint a körvezető centrumában elhelyezett, a körvezető síkjára merőleges mágneses dipólus erőtere. A molekuláris köráramok létezésének feltételezésével értelmezte az anyag mágneses tulajdonságait. A most vázolt törvények felfedezése miatt méltán nevezik Ampère-t az elektrodinamika Newtonjának. Az elektrodinamika szót is ő használta először 1820-ban. Továbbá az ő nevéhez fűződik az elektromágnes föltalálása is.
1820 előtt még csak az acél mágnest és a mágnesvasércet (magnetit) ismerték. Azonban 1820-ban Hans Christian Ørsted érdekes kísérletekkel szórakoztatta tudóstársait és barátait. Eközben észrevette, hogy ha áram járta vezetőt tart az iránytű közelébe akkor az iránytű kitérül eredeti irányából. Ezután hosszú hónapokon keresztül próbálta megmagyarázni a jelenséget, de nem tudta. A vezető önmagában nem vonzotta, és nem is taszította a mágnestűt. Végül magyarázat nélkül kezdte el publikálni a kísérleteit.
Ezután Ampère rájött hogyha az áram járta vezető hat a mágnestűre, akkor két áram járta vezetőnek mágnesként kell egymásra hatnia. Egy sor zseniális kísérlet után bebizonyította hogy két azonos feszültségvektorú (párhuzamosak és egyirányúak) vezető vonzza egymást. Ha a feszültségvektorok párhuzamosak de ellentétes irányúak, akkor a két vezeték taszítja egymást. Azt is felfedezte hogy az erő nagysága fordítottan arányos a távolság négyzetével.
Ampère nem csak matematikus, fizikus volt, hanem kémikus is: az elsők egyike volt, akik megkülönböztették az atomokat és a molekulákat. 1814-ben Avogadrótól függetlenül kidolgozta azt a törvényt, amit Avogadro-Ampère törvénynek is nevezünk. Ez a törvény kimondja hogy minden azonos nyomású és térfogatú gáz ugyanannyi részecskét tartalmaz. Ezenkívül Ampère kidolgozott több kísérletezési eljárást és feltalált több mérőműszert is. Az ő nevéhez fűződik a galvanométer, az elektromos távíró és az elektromágnes feltalálása. Élete vége felé elkezdett a tudományok filozófiája után érdeklődni. Kísérletet tett a tudományok osztályozására is.